# Ann Grete Osterballe-Nørgaard
Ann Grete Osterballe-Nørgaard; z domu Nørgaard (ur. 15 września 1983 w Viborgu) – duńska piłkarka ręczna, reprezentantka kraju, grająca na pozycji lewoskrzydłowej. Obecnie występuje w GuldBageren Ligaen, w drużynie Team Tvis Holstebro.

## Sukcesy
- mistrzostwo Danii  (2001, 2002, 2004, 2006, 2009)
- wicemistrzostwo Danii  (2011)
- puchar Danii  (2003)
- Liga Mistrzyń  (2006)